# Никола Цоловић
Никола Цоловић (Зајечар, 28. август 1874 — Београд, 13. децембар 1939) био је командант I Коњичке бригаде у Првом светском рату и бригадни генерал југословенске војске. Кум Ђорђа Вајферта.

## Биографија
Рођен је 28. августа 1874. године у Зајечару. Завршио је Нижу и Вишу школу војне академије.
У Првом балканском рату, после Кумановске битке као командант коњичког пука Дунавске дивизије I позива Српске војске, гонио је јединице турске Вардарске армије низ Вардар, разбио један батаљон код Демир Капије, заузео Дорјан и Гевгелију, где је заробио 1900 турских војника, па је самоиницијативно избио до Солуна 9. новембра 1912.
У Церској бици, 16. јула са 3. коњичким пуком разбио је први батаљон 21. чешке ландверске дивизије Аустро-угарске војске генерал-мајора Артура Пшиборског, а следећи дан је гонио и остале делове дивизије преко Дрине. На повратку преко села Прњавор пуковнија је опкољена у предвечерје, али се пробио из обруча и у зору 18. јула улази у састав коњичке дивизије код села Бојића.
У повлачењу Српске војске 1915. године истакао се као командант бригаде у заштитничким борбама код села Крњева 22. и 23. октобра итд. Након пробоја Солунског фронта 1918, у брзом гоњењу I коњичка бригада пробија се у позадину јединица бугарске I армије код Кочана и гони их ка Царевом селу. Потом, на моравском правцу, после умешног маневра код села Лешја 5. октобра, гони јединице немачке IX армије преко Свилајнца све до Дунава.
Пре и после Првог светског рата писао је о коњици у листу „Ратник“, а као поручник превео је „Коњички јуриш код Сомо-Сијера у Шпанији“ од А. К. Пузиревског (Београд, 1901). Од 1903. био је ожењен Љубицом, кћерком санитетског потпуковника Евгенија Брановачког и имао је једног сина Љубомира (1907—2002) коњички мајор; и кћерку Јулијану која се 1929. удала за пешадијског поручника Александра С. Маринковића.
Преминуо је 13. децембра 1939. у Београду.
Написао је књигу „Са бојних поља 1912-1918. (рукописи генерала)” објављену 2016. године.